# Electricity (Orchestral Manoeuvres in the Dark)
Electricity är en låt av den brittiska new wave- och synthpop-gruppen Orchestral Manoeuvres in the Dark. Den är inspirerad av Kraftwerks låt Radioactivity.
Electricity utgavs 1979 som gruppens debutsingel på Factory Records. En ommixad version som finns med på gruppens självbetitlade debutalbum återutgavs av Dindisc 1980. Låten blev ingen listframgång, men den brittiska musiktidningen NME tog med den på sin årslista över 1979 års bästa singlar. Electricity finns med på de Best of-samlingar med OMD som givits ut.

## Om låten
Electricity var den första låt som Andy McCluskey och Paul Humphreys skrev tillsammans. McCluskey har sagt att låten "bara är en snabbare och punkigare version av Kraftwerks låt "Radioactivity" med en refräng". Den finns utgiven i tre versioner, den första producerades av Martin Hannett. Gruppen var dock inte nöjda med Hannetts produktion och gjorde en nyinspelning. Den tredje singelversionen är samma version som finns med på gruppens debutalbum. Hannetts version finns med som bonusspår på cd-utgåvan av albumet från 2003.
Liksom flera andra av gruppens låtar, som Messages, Enola Gay och Souvenir, präglas Electricity av det återkommande konceptet med en instrumental synthmelodi som refräng. I en recension för AllMusic kallar Dave Thompson låten för "a perfect electro-pop number" Utgivningen av Electricity inspirerade Depeche Mode till att göra elektronisk musik. Jim Kerr, sångare i Simple Minds, har sagt sig vara "fullkomligt avundsjuk" på låten.

## Utgåvor
7" Factory Records FAC 6 1979
1. Electricity – 3:32
2. Almost – 3:41

7" Dindisc DIN 2 1979
1. Electricity – 3:33
2. Almost – 3:50

7" Dindisc DIN 2 1980
1. Electricity – 3:32
2. Almost – 3:40[9]